# Лили Лейбоу
Лили Лейбоу (на английски: Lily Labeau) е американска порнографска актриса.

## Ранен живот
Родена е на 20 януари 1991 г. в град Бодъл, щата Вашингтон, САЩ. Тя е от ирландски и панамски произход. Прекарва първата половина от детството си в Сиатъл, а втората в Пейсън, Аризона. Премества се в Ню Йорк на 17-годишна възраст.

## Кариера
Започва кариерата си като професионален модел на 16-годишна възраст. Година по-късно подписва договор с модна агения в Ню Йорк, за която работи няколко месеца, след което се завръща у дома си в Аризона и решава да се насочи към порнографската индустрия. Изпраща свои снимки на различни компании и получава покана от продуцентите от Реалити Кингс и именно за тази компания снима първата си сцена през 2009 г.
Включена е в списъка за 2013 г. на „Мръсната дузина: най-популярните звезди в порното“ на телевизионния канал CNBC.
Участва във видеоклиповете на песните „Няма пари, няма любов“ на американската рок група Heaven & Earth, „Преди полунощ“ на Yolanda Be Cool и „Момиче в калта“ на метал групата Чилдрън.

## Награди и номинации
Носителка на награди
- 2010: CAVR награда за следваща звезда.[10]
- 2011: Награда на списание Fox за звезда на годината.[5]
- 2013: XBIZ награда за най-добра актриса – игрален филм – „Пустош“.[11]
- 2013: XBIZ награда за най-добра сцена – игрален филм – „Пустош“ (с Лили Картър, Мик Блу, Рамон Номар и Тони Рибас).[11]

Номинации
- 2010: Номинация за CAVR награда за звездица на годината.[12]
- 2011: Номинация за XBIZ награда за нова звезда на годината.[13]
- 2011: Номинация за XRCO награда за нова звезда.[14]
- 2012: Номинация за AVN награда за изпълнителка на годината.[15]
- 2012: Номинация за AVN награда за най-добра актриса.[15]
- 2012: Номинация за AVN награда за най-добра поддържаща актриса.[15]
- 2012: Номинация за XBIZ награда за изпълнителка на годината.[16]
- 2013: Номинация за AVN награда за изпълнителка на годината.[17]
- 2013: Номинация за AVN награда за най-добра актриса.[17]
- 2013: Номинация за AVN награда за най-добра орална секс сцена – „Пустош“ (с Лили Картър).[17][18]
- 2013: Номинация за XBIZ награда за изпълнителка на годината.[19]
- 2013: Номинация за NightMoves награда за най-добра изпълнителка.[20]